# Xacobeo Galicia/2009
Samenstelling van de Xacobeo-Galicia-wielerploeg in 2009:

## Algemeen
Team manager: Álvaro Pino
Ploegleiders: José Angel Vidal, Jesus Villar
Fietsmerk: Orbea

## Renners
| Naam                         | Geboortedatum | Nationaliteit | Ploeg 2008          |
| ---------------------------- | ------------- | ------------- | ------------------- |
| Carlos Castaño               | 07.05.1979    | Spanje        |                     |
| Gustavo César                | 29.01.1980    | Spanje        |                     |
| Gustavo Dominguez Lemos      | 17.10.1980    | Spanje        |                     |
| Hector Espasandin            | 11.03.1985    | Spanje        | Neoprof             |
| Delio Fernandez Cruz         | 17.02.1986    | Spanje        |                     |
| Pedro Fernandez Herminda     | 23.03.1976    | Spanje        | Madeinox-Bric-Loulé |
| Alberto Fernandez Sainz      | 15.11.1981    | Spanje        |                     |
| David García                 | 30.09.1979    | Spanje        |                     |
| Marcos García                | 17.02.1986    | Spanje        | Stagiair            |
| David Herrero                | 18.10.1979    | Spanje        |                     |
| Vladimir Isajtsjev           | 26.04.1986    | Rusland       |                     |
| Serafín Martínez             | 14.02.1984    | Spanje        |                     |
| Iban Mayoz                   | 30.09.1981    | Spanje        |                     |
| Ezequiel Mosquera            | 19.11.1975    | Spanje        |                     |
| Juan Francisco Mouron Doldan | 06.02.1984    | Spanje        |                     |
| Alejandro Paleo              | 10.10.1981    | Spanje        |                     |
| Gonzalo Rabunal Rios         | 01.08.1984    | Spanje        |                     |
| Iván Raña                    | 10.06.1979    | ESP           | Neoprof             |
| Edoeard Vorganov             | 01.12.1982    | Rusland       |                     |

## Belangrijke overwinningen
| Ronde van La Rioja Winnaar David García Ronde van Turkije 2e etappe: David García | GP Paredes Rota dos Moveis 4e etappe: David Herrero Ronde van Madrid 3e etappe: David Herrero | Ronde van Burgos 5e etappe: Ezequiel Mosquera Ronde van Spanje 2010 9e etappe: Gustavo César |

2007 · 2008 · 2009 · 2010